# Batata vada
La batata vada (en maratí, बटाटा वडा) es una preparación vegetariana, muy popular como comida rápida en Maharastra, India. Batata significa 'patata' ('papa') y vada 'buñuelo', es decir 'buñuelo de patata'. La patata fue traída a la India por comerciantes portugueses en el siglo XVII.
La patata se aplasta y con el puré se forma un patty que se cubre con harina de garbanzo. A veces se mezcla con especias para aportar sabor. Se fríe y se sirve caliente con chutney. La vada suele tener alrededor de 5-8 cmø.
Aunque su origen es maratí, la batata vada se ha popularizado en otras regiones de la India, en donde se puede encontrar como aloo bonda, aloo vada, batata bonda, batata vada, potato bonda o potato vada.

## Preparación

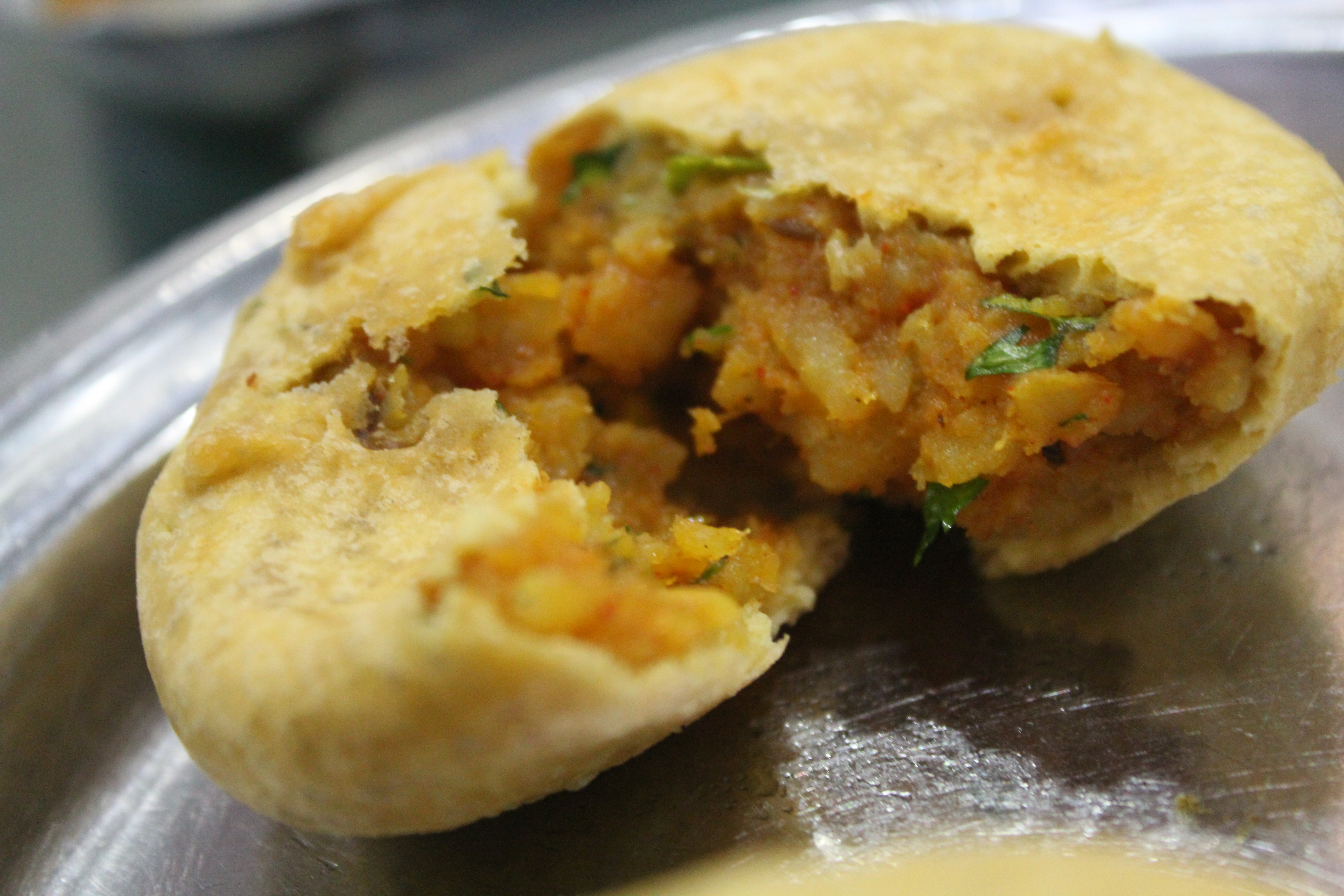
Batata vada abierta en Mumbai

Las patatas se hierven y se martajan. En el sartén, se fríen los condimentos, como asafétida, granos de mostaza, chiles, cebollas, hojas de curry con pasta de ajo y jengibre, cúrcuma y sal, y se agrega el puré de papas.
Se hace una masa espesa con harina de garbanzo, sazonada con sal, cúrcuma y chile rojo en polvo. A veces, también se agrega una pequeña cantidad de polvo de hornear para hacer la masa más esponjosa. Para hacer los buñuelos, se rebozan bolitas de la mezcla de patatas con la masa y se fríen en aceite vegetal caliente.
Es posible usar pasta de chile rojo para hacer que el vada sea picante.
Las batata vadas suelen ir acompañadas de chutney verde o chutneys secos, como shengdana chutney, un chutney en polvo seco hecho de cacahuete triturado, y chutney de ajo y coco. A menudo, las recetas de jain batata vada son una variación que reemplaza las papas con plátanos crudos.

## Servicio
La batata vada se sirve típicamente muy caliente con chiles verdes y chutneys de varios tipos. La forma más común de comer este plato es en forma de vada pav.